# Bratljevo
Bratljevo (cyr. Братљево) – wieś w Serbii, w okręgu morawickim, w gminie Ivanjica. W 2011 roku liczyła 135 mieszkańców.